# 제이크 부시
제이크 뷰시(Jake Busey, 영어 발음: /ˈbjuːsi/, 1971년 6월 15일 ~ )는 미국의 배우이다.

## 출연 작품

### 영화
- 프라이트너 (1996)
- 스타쉽 트루퍼스 (1997)
- 에너미 오브 스테이트 (1998)
- 톰캣 (2001)
- 아이덴티티 (2003)
- 더 프레데터 (2018)